# József Csatári
József Csatári (Budapest, Hungría, 17 de diciembre de 1943–30 de enero de 2021) fue un deportista húngaro especialista en lucha libre olímpica donde llegó a ser medallista de bronce olímpico en México 1968 y Múnich 1972.

## Carrera deportiva
En los Juegos Olímpicos de 1968 celebrados en México ganó la medalla de bronce en lucha libre olímpica estilo peso ligero-pesado, tras el luchador turco Ahmet Ayık (oro) y el soviético Shota Lomidze (plata). Cuatro años después, en las Olimpiadas de Múnich 1972 volvió a ganar el bronce en la modalidad de 100 kg.